# Santa Maria Antiqua
Santa Maria Antiqua (în traducere „Sfânta Maria Veche”) este o biserică din secolul al V-lea, construită în Forumul roman.
Frescele din biserică, realizate începând cu secolul al VII-lea, sunt de mare importanță pentru arta creștină. Între alte fresce remarcabile se păstrează aici cea mai veche reprezentare cunoscută a Maicii Domnului cu coroană pe cap.